# Centraal-Afrika
Centraal-Afrika, of Midden-Afrika, zijn termen die worden gebruikt om het gebied van Afrika te beschrijven onder de Sahara-woestijn en de westelijke "bult" maar ten westen van de Grote Slenk. Door het gebied stroomt de Kongo. Deze rivier voorziet een groter gebied van water dan ieder ander riviersysteem behalve de Amazone.
De landen die meestal tot Centraal-Afrika worden gerekend, zijn:
- Centraal-Afrikaanse Republiek
- Congo-Brazzaville
- Congo-Kinshasa
- Equatoriaal-Guinea
- Gabon
- Kameroen
- Tsjaad

Soms worden tevens de volgende landen tot het gebied gerekend:
- Angola
- Burundi
- Rwanda
- Sao Tomé en Principe
- Zambia